# Uranophora unifascia
Uranophora unifascia är en fjärilsart som beskrevs av William Schaus 1898. Uranophora unifascia ingår i släktet Uranophora och familjen björnspinnare. Inga underarter finns listade i Catalogue of Life.